# Basserolis franklinae
Basserolis franklinae is een pissebed uit de familie Serolidae. De wetenschappelijke naam van de soort is voor het eerst geldig gepubliceerd in 1990 door Poore.